# Liste des clones Macintosh
Cet article liste les clones de Macintosh, classés par fabricant. Les clones sont des Macintosh conçus par d'autres sociétés qu'Apple, commercialisés entre 1995 et 1997 (ainsi que 2008, Psystar).
Pour la liste des Macintosh fabriqués par Apple, voir Liste des modèles de Macintosh par microprocesseur.

## Akia
- MicroBook Power 603e/240 (PowerPC 603e à 240 MHz)
- MicroBook Power 604e/225 (PowerPC 604e à 225 MHz)
- MicroBook Power 604e/233 SP (PowerPC 604e à 233 MHz)
- MicroBook Power 604e/233 DP (2 PowerPC 604e à 233 MHz)

## APS Technologies
- M*Power 603e160 (PowerPC 603e à 160 MHz)
- M*Power 603e180 (PowerPC 603e à 180 MHz)
- M*Power 603e200 (PowerPC 603e à 200 MHz)
- M*Power 603e240 (PowerPC 603e à 240 MHz)
- M*Power 604e160 (PowerPC 604e à 200 MHz)
- M*Power 603e300/2 (PowerPC 603e à 300 MHz)
- M*Power 604e200/2 (PowerPC 604e à 200 MHz)

## Assistive Technology
- Freestyle (PowerPC 603e à 100 MHz)

## Centralen Norrland
- Reid 604e/160 Desktop (PowerPC 604e à 160 MHz)
- Reid 604e/200 Desktop (PowerPC 604e à 200 MHz)
- Reid 604e/200 Minitower (PowerPC 604e à 200 MHz)

## Centro HL
- MacOs 180 (PowerPC 604e à 180 MHz)
- MacOs 200 (PowerPC 604e à 200 MHz)
- MacOs 225 (PowerPC 604e à 225 MHz)

## ComJet
(clones non autorisés car commercialisés après l'arrêt des clones)
- PowerCity A (PowerPC 604e à 200 MHz)
- PowerCity B (PowerPC 604e à 200 MHz)
- PowerCity C (PowerPC 604e à 200 MHz)
- PowerCity D (PowerPC 604e à 200 MHz)
- PowerCity E (PowerPC 604e à 200 MHz)
- PowerCity Empty  (PowerPC 604e à 200 MHz)
- PowerCity DT (PowerPC 604e à 200 MHz)

## ComputerWarehouse
- Harvard (PowerPC 603e à 200 MHz)
- Stanford (PowerPC 603e à 240 MHz)
- New York (PowerPC 604e à 200 MHz)
- Manhattan (PowerPC 604e à 200 MHz)
- Hollywood (PowerPC 604e à 200 MHz)
- Nashville (PowerPC 604e à 200 MHz)
- Boston (PowerPC 604e à 200 MHz)
- Rome (PowerPC 604e à 200 MHz)
- Paris (PowerPC 604e à 200 MHz)
- Cannes (PowerPC 604e à 200 MHz)
- B-Machine (PowerPC 604e à 200 MHz)

## Daystar Digital
- Genesis MP 300 (2 PowerPC 604 à 150 MHz)
- Genesis MP 528 (4 PowerPC 604 à 132 MHz)
- Genesis MP 600 (4 PowerPC 604 à 150 MHz)
- Genesis MP 360+ (2 PowerPC 604e à 180 MHz)
- Genesis MP 400+ (2 PowerPC 604e à 200 MHz)
- Genesis LT 400+ (2 PowerPC 604e à 200 MHz)
- Genesis MP 450+ (2 PowerPC 604e à 225 MHz)
- Genesis MP 466+ (2 PowerPC 604e à 233 MHz)
- Genesis MP 720+ (4 PowerPC 604e à 180 MHz)
- Genesis MP 800+ (4 PowerPC 604e à 200 MHz)
- Genesis MP 900+ (4 PowerPC 604e à 225 MHz)
- Genesis MP 932+ (4 PowerPC 604e à 233 MHz)

## DynaTec
(clones non autorisés car commercialisés après l'arrêt des clones)
- Junior (PowerPC 604e à 233 MHz)
- 5/300 (PowerPC 604e à 325 MHz)
- 10/300 (PowerPC G3 à 291 MHz)

## Gravis
- Gravision 166 TT (PowerPC 604e à 166 MHz)
- Gravision 180 TT (PowerPC 604e à 180 MHz)
- Gravision 200 TT (PowerPC 604e à 200 MHz)
- Gravision 250 TT (PowerPC 604e à 250 MHz)
- Gravision Pro 250 TT (PowerPC G3 à 250 MHz)
- Gravision Pro 266 TT (PowerPC G3 à 266 MHz)
- Gravision 200 MT (PowerPC 603e à 200 MHz)
- Gravision 240 MT (PowerPC 603e à 240 MHz)
- Gravision Four 200 (PowerPC 604e à 200 MHz)

## Hardware Research
(clones non autorisés car commercialisés après l'arrêt des clones)
- 604e/200 (PowerPC 604e à 200 MHz)
- 604e/233 (PowerPC 604e à 233 MHz)
- 604e/250 (PowerPC 604e à 250 MHz)
- 604e/233 DP (2 PowerPC 604e à 233 MHz)
- 604e/250 DP (2 PowerPC 604e à 250 MHz)
- 750/233 (PowerPC G3 à 233 MHz)
- 750/250 (PowerPC G3 à 250 MHz)
- 750/275 (PowerPC G3 à 275 MHz)
- 750/300 (PowerPC G3 à 300 MHz)

## International Computer (IC)
- IC 3-240 (PowerPC 603e à 240 MHz)
- IC 4-200 (PowerPC 604e à 200 MHz)
- IC 4-200P (PowerPC 604e à 200 MHz)
- IC 4-200ZPS (PowerPC 604e à 200 MHz)

## Mactell
- XB 203/DT (PowerPC 603e à 200 MHz)
- XB 204/DT (PowerPC 604e à 200 MHz)
- XB 253/DT (PowerPC 603e à 250 MHz)
- XB 303/DT (PowerPC 603e à 300 MHz)
- XB 203/MT (PowerPC 603e à 200 MHz)
- XB 204/MT (PowerPC 604e à 200 MHz)
- XB 253/MT (PowerPC 603e à 250 MHz)
- XB 303/MT (PowerPC 603e à 300 MHz)
- XB-Pro 180 (PowerPC 604e à 180 MHz)
- XB-Pro 200 (PowerPC 604e à 200 MHz)
- XB-Pro 233 (PowerPC 604e à 233 MHz)
- XB-Pro 250 (PowerPC 604e à 250 MHz)
- XB-Pro G3 250 (PowerPC G3 à 250 MHz)
- XB-Pro G3 266 (PowerPC G3 à 266 MHz)
- XB-Pro G3 275 (PowerPC G3 à 275 MHz)
- XB-Pro G3 300 (PowerPC G3 à 300 MHz)
- Typhoon TY 183 (PowerPC 603e à 180 MHz)
- Twister TW 203 (PowerPC 603e à 200 MHz)
- Twister TW 243 (PowerPC 603e à 240 MHz)
- Twister TW 753 (PowerPC 603e à 275 MHz)

## MacWarehouse
- PowerUser 110CD (PowerPC 601 à 110 MHz)

## MacWay
- StarWay 4200 (PowerPC 604e à 200 MHz sur un bus à 40 MHz)
- StarWay T2 (PowerPC 604e à 200 MHz sur un bus à 50 MHz)
- StarWay Mach 5 (PowerPC 604ev à 300 MHz)

## MacWorks
(clones non autorisés car commercialisés après l'arrêt officiel des clones)
- Millennium 604/132 (PowerPC 604 à 132 MHz)
- Millennium 604e/150 (PowerPC 604e à 150 MHz)
- Millennium 604e/166 (PowerPC 604e à 166 MHz)
- Millennium 604e/200 (PowerPC 604e à 200 MHz)
- Millennium 604e/233 (PowerPC 604e à 233 MHz)
- Millennium 604e/400 (4 PowerPC 604e à 200 MHz)
- Millennium G3/307 (PowerPC G3 à 307 MHz)
- Millennium G3/325 (PowerPC G3 à 325 MHz)

## Marathon
- RackMac TZ 603e/120 (PowerPC 603e à 120 MHz)
- RackMac TZ 603e/200 (PowerPC 603e à 200 MHz)
- RackMac TZ 603e/240 (PowerPC 603e à 240 MHz)
- RackMac TZ 604e/200 (PowerPC 604e à 200 MHz)
- RackMac TS 604e/180 (PowerPC 604e à 180 MHz)
- RackMac TS 604e/200 (PowerPC 604e à 200 MHz)
- RackMac TS 604e/233 (PowerPC 604e à 233 MHz)
- RackMac TS 604e/250 (PowerPC 604e à 250 MHz)
- RackMac TS 750/250 (PowerPC G3 à 250 MHz)
- RackMac TS 750/275 (PowerPC G3 à 275 MHz)
- RackMac TS 750/300 (PowerPC G3 à 300 MHz)

## MaxxBoxx
- MaxxBoxx 730/200 (PowerPC 604e à 200 MHz)
- MaxxBoxx 860/200 (PowerPC 604e à 200 MHz)
- MaxxBoxx 860/225 (PowerPC 604e à 225 MHz)
- MaxxBoxx 860/180 MP (2 PowerPC 604e à 180 MHz)
- MaxxBoxx 860/200 MP (2 PowerPC 604e à 200 MHz)
- MaxxBoxx 930/233 (PowerPC 604e à 233 MHz)
- MaxxBoxx 930/266 (PowerPC 604e à 266 MHz)
- MaxxBoxx 930/333 (PowerPC 604e à 333 MHz)
- MaxxBoxx 960/200 (PowerPC 604e à 200 MHz)
- MaxxBoxx 960/225 (PowerPC 604e à 225 MHz)
- MaxxBoxx 960/180 MP (2 PowerPC 604e à 180 MHz)
- MaxxBoxx 960/200 MP (2 PowerPC 604e à 200 MHz)
- MaxxBoxx 960/800 MP (4 PowerPC 604e à 200 MHz)

## Motorola
- StarMax 3000/160 DT (PowerPC 603e à 160 MHz)
- StarMax 3000/180 DT (PowerPC 603e à 180 MHz)
- StarMax 3000/200 DT (PowerPC 603e à 200 MHz)
- StarMax 3000/160 MT (PowerPC 603e à 160 MHz)
- StarMax 3000/180 MT (PowerPC 603e à 180 MHz)
- StarMax 3000/200 MT (PowerPC 603e à 200 MHz)
- StarMax 3000/240 MT (PowerPC 603e à 240 MHz)
- StarMax 4000/160 DT (PowerPC 604e à 160 MHz)
- StarMax 4000/200 DT (PowerPC 604e à 200 MHz)
- StarMax 4000/160 MT (PowerPC 604e à 160 MHz)
- StarMax 4000/200 MT (PowerPC 604e à 200 MHz)
- StarMax 5000/225 (PowerPC 603e à 225 MHz)
- StarMax 5000/250 (PowerPC 603e à 250 MHz)
- StarMax 5000/275 (PowerPC 603e à 275 MHz)
- StarMax 5000/300 (PowerPC 603e à 300 MHz)
- StarMax 5500/200 (PowerPC 604e à 200 MHz)
- StarMax Pro 6000/233 (PowerPC G3 à 233 MHz)
- StarMax Pro 6000/266 (PowerPC G3 à 266 MHz)

## PearC
- PearC Starter
- PearC Advanced
- PearC Professional
- PearC Superior

## Pioneer
- MPC-GX1 (PowerPC 601 à 66 MHz)
- MPC-GX1 (Limited) (PowerPC 601 à 80 MHz)
- MPC-LX200 (PowerPC 603e à 100 MHz)
- MPC-LX200-TV (PowerPC 603e à 100 MHz)
- MPC-LX200-MO (PowerPC 603e à 100 MHz)

## Pios (maintenant Metabox)
- Keenya 603/200 (PowerPC 603e à 200 MHz)
- Keenya 604/200 (PowerPC 604e à 200 MHz)
- Keenya 604/200 Pro (PowerPC 604e à 200 MHz)
- Keenya 604/200 Pro 3D (PowerPC 604e à 200 MHz)
- Magna 200 (PowerPC 604e à 200 MHz)
- Magna 220 (PowerPC G3 à 220 MHz)
- Magna 250 (PowerPC G3 à 250 MHz)
- Magna 275 (PowerPC G3 à 275 MHz)
- Magna 300 (PowerPC G3 à 300 MHz)
- Magna Mach 300 (PowerPC 604e à 300 MHz)

## Psystar
- Opencomputer

## PowerComputing
- Power 80 (PowerPC 601 à 80 MHz)
- Power 100 (PowerPC 601 à 100 MHz)
- Power 110 (PowerPC 601 à 110 MHz)
- Power 120 (PowerPC 601 à 120 MHz)
- PowerWave 604/120 (PowerPC 604 à 120 MHz)
- PowerWave 604/132 (PowerPC 604 à 132 MHz)
- PowerWave 604/150 (PowerPC 604 à 150 MHz)
- PowerCurve 601/120 (PowerPC 601 à 120 MHz)
- PowerCenter 120 (PowerPC 604 à 120 MHz)
- PowerCenter 132 (PowerPC 604 à 132 MHz)
- PowerCenter 150 (PowerPC 604 à 150 MHz)
- PowerCenter 166 (PowerPC 604 à 166 MHz)
- PowerCenter 180 (PowerPC 604 à 180 MHz)
- PowerCenter Pro 180 (PowerPC 604e à 180 MHz)
- PowerCenter Pro 210 (PowerPC 604e à 210 MHz)
- PowerCenter Pro 240 (PowerPC 604e à 240 MHz)
- PowerTower 166 (PowerPC 604 à 166 MHz)
- PowerTower 180 (PowerPC 604 à 180 MHz)
- PowerTower 180e (PowerPC 604e à 180 MHz)
- PowerTower 200e (PowerPC 604e à 200 MHz)
- PowerTower Pro 180 (PowerPC 604e à 180 MHz)
- PowerTower Pro 200 (PowerPC 604e à 200 MHz)
- PowerTower Pro 225 (PowerPC 604e à 225 MHz)
- PowerTower Pro 225 MP (2 PowerPC 604e à 225 MHz)
- PowerTower Pro 250 (PowerPC 604e à 250 MHz)
- PowerTower Pro 250 MP (2 PowerPC 604e à 250 MHz)
- PowerTower Pro G3 250 (PowerPC G3 à 250 MHz)
- PowerTower Pro G3 275 (PowerPC G3e à 275 MHz)
- PowerBase 180 (PowerPC 603e à 180 MHz)
- PowerBase 200 (PowerPC 603e à 200 MHz)
- PowerBase 240 (PowerPC 603e à 240 MHz)

## PowerDome
- PowerDome 4200 (PowerPC 604e à 250 MHz)
- PowerDome 4233 TS (PowerPC 604e à 233 MHz)
- PowerDome 4250 TS (PowerPC 604e à 250 MHz)
- PowerDome 4250 TS Pro (PowerPC 604e à 250 MHz)
- PowerDome 4250 TS G3 (PowerPC G3 à 250 MHz)

## PowerEx
- StepMac 180 (PowerPC 604e à 180 MHz)
- StepMac 200 (PowerPC 604e à 200 MHz)
- StepMac 233 (PowerPC 604e à 233 MHz)
- StepMac 233 DP (2 PowerPC 604e à 233 MHz)
- StepMac 250 (PowerPC 604e à 250 MHz)

## PowerTools
- Infinity 3160 (PowerPC 603e à 160 MHz)
- Infinity 3180 (PowerPC 603e à 180 MHz)
- Infinity 3200 (PowerPC 603e à 200 MHz)
- Infinity 3240 (PowerPC 603e à 240 MHz)
- Infinity 4200 (PowerPC 604e à 200 MHz)
- Infinity 3200GT (PowerPC 603e à 200 MHz)
- Infinity 4200GT (PowerPC 604e à 200 MHz)
- Infinity T2 (PowerPC 604e à 200 MHz)
- X-Factor 250 (PowerPC G3 à 250 MHz)
- X-Force 250 (PowerPC G3 à 250 MHz)
- X-Force 275 (PowerPC G3 à 275 MHz)
- X-Force 300e (PowerPC G3 à 300 MHz)

## Radius
- System 81/110 (PowerPC 601 à 110 MHz)
- System 100 (PowerPC 601 à 80 ou 110 MHz)

## RedBox
- Expression 604e/200 (PowerPC 604e à 200 MHz)
- Expression 604e/200+ (PowerPC 604e à 200 MHz)

## Shaye
- Lion 200 (PowerPC 604e à 200 MHz)
- Panther 200 (PowerPC 604e à 200 MHz)
- Tiger 200 (PowerPC 604e à 200 MHz)
- Leopard 200 (PowerPC 604e à 200 MHz)
- Jaguar 200 (PowerPC 604e à 200 MHz)
- Puma 200 (PowerPC 604e à 200 MHz)
- Cheetah 200 (PowerPC 604e à 200 MHz)
- Lynx 200 (PowerPC 604e à 200 MHz)
- Puma 200/II (PowerPC 604e à 200 MHz)
- Jaguar 200/IIAV (PowerPC 604e à 200 MHz)
- Lynx 200/II (PowerPC 604e à 200 MHz)
- Lynx 200/III (PowerPC 604e à 200 MHz)

## Storm
- Surge 1500 (PowerPC 604e à 150 MHz)
- Surge 2000 (PowerPC 604e à 200 MHz)
- Surge 2330 (PowerPC 604e à 233 MHz)
- Surge 2550 (PowerPC 604e à 250 MHz)
- Surge G3 250 (PowerPC G3 à 250 MHz)
- Mercury 166D (PowerPC 603e à 166 MHz)
- Mercury 180D (PowerPC 603e à 180 MHz)
- Mercury 200T (PowerPC 603e à 200 MHz)
- Challenger 200 (PowerPC 604e à 200 MHz)

## Tatung
- TPC-5000 (PowerPC 604e à 200 MHz)

## Umax
- SuperMac S900/150 (PowerPC 604 à 150 MHz)
- SuperMac S900/180 (PowerPC 604e à 180 MHz)
- SuperMac S900/180 DP  (2 PowerPC 604e à 180 MHz)
- SuperMac S900/200 (PowerPC 604e à 200 MHz)
- SuperMac S900/200 DP (2 PowerPC 604e à 200 MHz)
- SuperMac S900/225 (PowerPC 604e à 225 MHz)
- SuperMac S900/233 (PowerPC 604e à 233 MHz)
- SuperMac S900/240 (PowerPC 604e à 240 MHz)
- SuperMac S900/250 (PowerPC 604e à 250 MHz)
- SuperMac S900i/250 (PowerPC 604e à 250 MHz)
- SuperMac S900/250 DP  (2 PowerPC 604e à 250 MHz)
- SuperMac S910/250 (PowerPC 604e à 250 MHz)
- SuperMac S900Base  (PowerPC G3 à 250 MHz)
- SuperMac J700/150 (PowerPC 604 à 150 MHz)
- SuperMac J700/180 (PowerPC 604e à 180 MHz)
- SuperMac J710/200 (PowerPC 604e à 200 MHz)
- SuperMac J700/233 (PowerPC 604e à 233 MHz)
- SuperMac C500/140 (PowerPC 603e à 140 MHz)
- SuperMac C500LT/140 (PowerPC 603e à 140 MHz)
- SuperMac C500/160 (PowerPC 603e à 160 MHz)
- SuperMac C500/180 (PowerPC 603e à 180 MHz)
- SuperMac C500e/180 (PowerPC 603e à 180 MHz)
- SuperMac C500i/180 (PowerPC 603e à 180 MHz)
- SuperMac C500LT/180 (PowerPC 603e à 180 MHz)
- SuperMac C500e/200 (PowerPC 603e à 200 MHz)
- SuperMac C500i/200 (PowerPC 603e à 200 MHz)
- SuperMac C500LT/200 (PowerPC 603e à 200 MHz)
- SuperMac C500/240 (PowerPC 603e à 240 MHz)
- SuperMac C500e/240 (PowerPC 603e à 240 MHz)
- SuperMac C600/160 (PowerPC 603e à 160 MHz)
- SuperMac C600/180 (PowerPC 603e à 180 MHz)
- SuperMac C600/200 (PowerPC 603e à 200 MHz)
- SuperMac C600e/200 (PowerPC 603e à 200 MHz)
- SuperMac C600vPC (PowerPC 603e à 200 ou 240 MHz)
- SuperMac C600/240 (PowerPC 603e à 240 MHz)
- SuperMac C600LT/240 (PowerPC 603e à 240 MHz)
- SuperMac C600x/240 (PowerPC 603e à 240 MHz)
- SuperMac C600x/280 (PowerPC 603e à 280 MHz)
- SuperMac Aegis 200 (PowerPC 604e à 200 MHz)

## Vertegri
- QuickTower Q2 (PowerPC 603e à 160 MHz)
- QuickTowerE2 (PowerPC 604e à 200 MHz)
- QuickTowerE2 Imagestation (PowerPC 604e à 200 MHz)
- QuickTowerE2 proVideo (PowerPC 604e à 200 MHz)
- ImediaEngine V3 (PowerPC 604e à 200 MHz)
- ImediaEngine V5 (PowerPC 604e à 200 MHz)
- ImediaEngine V7 (PowerPC 604e à 240 MHz)

## VisionPower
- PowerExpress 160 (PowerPC 603e à 160 MHz)
- PowerExpress 180 (PowerPC 603e à 180 MHz)
- PowerExpress 200 (PowerPC 603e à 200 MHz)
- PowerExpress 240 (PowerPC 603e à 240 MHz)
- PowerExtreme 200 (PowerPC 604e à 200 MHz)
- PowerMax Pro 150 (PowerPC 604e à 150 MHz)
- PowerMax Pro 180 (PowerPC 604e à 180 MHz)
- PowerMax Pro 200 (PowerPC 604e à 200 MHz)
- PowerMax Pro 225 (PowerPC 604e à 225 MHz)
- PowerMax Pro G3/250 (PowerPC G3 à 250 MHz)